# Crateva humblotii
Crateva humblotii là một loài thực vật có hoa trong họ Capparaceae. Loài này được (Baill.) Hadj-Moust. mô tả khoa học đầu tiên năm 1965.